# Zdravko Zovko
Zdravko Zovko (Kolibe Gornje, 28 mei 1955) is een voormalig Kroatisch handballer en huidig handbalcoach.
Op de Olympische Spelen van 1984 in Los Angeles won hij de gouden medaille met Joegoslavië, nadat men in de finale West-Duitsland had verslagen. Zovko speelde zes wedstrijden en scoorde vijf doelpunten.
Zovko trainde onder meer RK Zagreb, KC Veszprém en RK Podravka.
Zlatan Arnautović · Mirko Bašić · Jovica Elezović · Mile Isaković · Pavle Jurina · Milan Kalina · Slobodan Kuzmanovski · Dragan Mladenović · Zdravko Rađenović · Momir Rnić · Branko Štrbac · Veselin Vujović · Veselin Vuković · Zdravko Zovko